# Dawn of the Dead (película de 2004)
Dawn of the Dead (titulada: Amanecer de los muertos en España y El amanecer de los muertos en Hispanoamérica) es una película de acción y terror de 2004 dirigida por Zack Snyder y escrita por James Gunn. La cinta está basada en la película homónima de 1978, la cual fue creada por George A. Romero. Al igual que su antecesora, la historia se centra en un grupo de personas que se refugia en un centro comercial ante una plaga de zombis. Esta versión posee algunas variaciones en la trama y personajes. Otro de los cambios tiene que ver con los movimientos de los zombis, siendo estos más rápidos en esta versión.
Los productores Eric Newman y Marc Abraham desarrollaron la película más bien como una "revisión" del Dawn of the Dead original, con el objetivo de revitalizar el género zombi para el público moderno. Compraron los derechos al coproductor Richard P. Rubinstein (quien produjo el original) y contrataron a Gunn para escribir el guion, que orientó la premisa del original en torno al género de acción. Con la intención de hacer del remake un auténtico horror, Snyder asumió la dirección con el objetivo de mantener cada aspecto de la producción lo más basado posible en la realidad. El rodaje tuvo lugar de junio a septiembre de 2003, en un centro comercial de Toronto que estaba programado para su demolición. Los efectos especiales de maquillaje fueron creados por David LeRoy Anderson y la música fue compuesta por Tyler Bates en su primera colaboración con Snyder.
Dawn of the Dead fue estrenada en cines el 19 de marzo de 2004 por Universal Pictures. A pesar del disgusto de Romero por ella, la película obtuvo críticas generalmente positivas de los críticos, que vieron mejoras con respecto al original en términos de actuación, valores de producción y sustos. Sin embargo, sintieron que carecía de desarrollo de carácter, era excesivamente sangriento y también indiferente a la preocupación de Romero por el consumismo. Dawn of the Dead fue un éxito comercial, recaudando 102,3 millones de dólares en todo el mundo con un presupuesto de 26 millones de dólares. Las críticas retrospectivas la han calificado como la mejor película de Snyder. En 2021 se lanzó un sucesor espiritual, Army of the Dead.

## Trama
Ana Clark, una enfermera que vive en la ciudad de Milwaukee, regresa a su casa tras finalizar su turno en el hospital. Sin embargo, en ese mismo instante un virus se propaga por el mundo, el cual reanima a los muertos y los vuelve violentos. A la mañana siguiente, Ana y su marido Louis son despertados por Vivian, su vecina, quien ataca a Louis mordiéndolo. Louis muere, pero  rápidamente regresa a la vida y ataca a su esposa. Ana huye en su automóvil, mientras ve cómo las personas se atacan unas a otras ante los efectos del virus. Debido a un forcejeo con un superviviente por su coche, Ana choca contra un árbol, quedando inconsciente.
Tras despertar, Ana se encuentra con Kenneth, un policía que viajaba a Fort Pastor, una base perteneciente al Ejército de los Estados Unidos. Sin embargo, la ruta había sido bloqueada por zombis, por lo que junto a otros tres sobrevivientes -Michael, Andre y su esposa embarazada Luda- irrumpen en un centro comercial. Dentro, Michael y Luda son atacados por zombis, uno de los cuales hiere a Luda. En el lugar se encuentran con tres guardias de seguridad -CJ, Bart y Terry- quienes deciden dejarlos permanecer a cambio de sus armas. Después de asegurar las entradas del centro comercial, suben al techo, donde ven cómo los zombis rodean lentamente el edificio. Allí también conocen a otro sobreviviente, Andy, quien se encuentra en una tienda de armas cruzando el estacionamiento.
Al día siguiente, Terry se alía con el grupo de Ana, desarmando a CJ y Bart. Esto para dejar entrar un camión de supervivientes al centro comercial, en el cual iban Norma, Steve, Tucker, Monica, Glen, Frank, Nicole y una mujer anónima malherida. Los recién llegados les informan que Fort Pastor ha sido invadida por zombis, por lo que es imposible recibir ayuda. Poco después, la mujer anónima muere, convirtiéndose en zombi y atacando a las demás personas; sin embargo, Ana la detiene. Ante lo ocurrido, se dan cuenta de que las mordeduras son el método a través del cual se propaga el virus, por lo que dejan a Frank en cuarentena debido a que había sido herido. Poco después, Frank se convierte en zombi y es liquidado por Kenneth.
Mientras los personajes aprovechan las posibilidades que les ofrece el centro comercial, el edificio es rodeado por un número cada vez mayor de zombis. Tras un corte de energía, CJ, Bart, Michael y Kenneth van al estacionamiento subterráneo para encender el generador de emergencia. Allí abajo, Bart muere tras el ataque de un grupo de zombis, que son detenidos con fuego por los sobrevivientes. Andre, previendo la muerte de Luda a raíz de su herida, la ata a una cama para que no ataque a los demás sobrevivientes. Luda muere al dar a luz, convirtiéndose en un zombi. Norma descubre a Luda y le dispara, lo cual enfurece a Andre, quien inicia un tiroteo. Ana llega al lugar, descubriendo a los tres muertos, además de un bulto en los brazos de Andre. Al percatarse que el bulto es el bebé de Luda -quien también fue infectado- le dispara.
El resto de los supervivientes decide huir del centro comercial y dirigirse al muelle, donde utilizarían el yate de Steve para llegar a una isla del Lago Míchigan. Para lograr esto refuerzan dos autobuses del estacionamiento y los cargan con armas. Durante esto, Andy, quien continua en la tienda de armas, le informa a Kenneth que no tiene comida, por lo que deciden usar al perro de Nicole para enviarle alimentos. El perro logra llegar y entrar a la armería, pero cuando Andy va a cerrar la puerta un zombi lo evita y entra, atacándolo. Nicole utiliza un camión para llegar al lugar y buscar a su perro, pero una vez dentro es atacada por Andy (ya convertido en zombi). Los supervivientes llegan a la tienda por el alcantarillado y rescatan a Nicole después de liquidar a Andy, cogiendo además las armas y municiones que había en el lugar. Mientras escapan en el alcantarillado, los zombis logran entrar y Tucker se daña la pierna dejándolo incapaz de continuar. Los zombis lo atacan y CJ le dispara en la cabeza, a petición de Tucker.
Al regresar al centro comercial, los zombis logran entrar por culpa de Steve, obligando a una inmediata evacuación. Camino al muelle, uno de los autobuses en el que iban vuelca, muriendo Glen y Monica. Steve huye del vehículo, pero es atacado por un zombi. Luego Steve se convierte a su vez en zombi, siendo eliminado por Ana. El resto de los supervivientes llega al muelle, donde CJ, para aislar a la horda de zombis de sus compañeros, detona un depósito de propano, acabando con los zombis y con él mismo. Los demás llegan al barco, con la excepción de Michael, quien decide quedarse por la mordida que sufrió. Tras algunas semanas, el barco llega a una isla, y cuando aparecen los créditos de la película, comienzan a aparecer escenas de manera intermitente de una cámara de video casera que llevaban los supervivientes en la que se ve que cuando descienden del barco aparecen varios zombis corriendo contra ellos. Lo que se ve en las escenas siguientes es cómo los zombis atacan violentamente a todos hasta que la cámara cae al suelo.

## Reparto
| Personaje    | Actor original (Estados Unidos) | Actor de voz (España) | Actor de voz (Hispanoamérica) |
| ------------ | ------------------------------- | --------------------- | ----------------------------- |
| Ana Clark    | Sarah Polley                    | Núria Mediavilla      | Xóchitl Ugarte                |
| Kenneth Hall | Ving Rhames                     | Miguel Ángel Jenner   | Miguel Ángel Ghigliazza       |
| Michael      | Jake Weber                      | Luis Posada           | Rolando de Castro             |
| Andre        | Mekhi Phifer                    | José Luis Mediavilla  | Christian Strempler           |
| Steve Marcus | Ty Burrell                      | Ricky Coello          | Gerardo Reyero                |
| C.J          | Michael Kelly                   | Pere Molina           | Luis Alfonso Padilla          |
| Terry        | Kevin Zegers                    | David Jenner          | Víctor Ugarte                 |
| Nicole       | Lindy Booth                     | Isabel Valls          | Gaby Ugarte                   |
| Bart         | Michael Barry                   | Hernán Fernández      | Luis Daniel Ramírez           |
| Norma        | Jayne Eastwood                  | Marta Padován         | Vicky Burgoa                  |
| Tucker       | Boyd Banks                      | Adriá Frías           | César Izaguirre               |
| Luda         | Inna Korobkina                  | Alba Sola             | Pilar Escandón                |
| Glen         | R. D. Reid                      | Claudi García         | Carlos Águila                 |
| Monica       | Kim Poirier                     | María Moscardó        | Cony Madera                   |
| Andy         | Bruce Bohne                     | Juan Fernández        | Jorge Ornelas                 |
| Frank        | Matt Frewer                     | Antonio Lara          | Oscar Gómez                   |
| Luis         | Justin Louis                    | Xavier Fernández      | Roberto Mendiola              |
| Vivian       | Hannah Lochner                  | Michelle Jenner       | Gaby Ugarte                   |

## Producción
El guion de la película fue escrito por James Gunn, quien había trabajado anteriormente en la cinta Scooby-Doo (2002), basada en la serie animada del mismo nombre. Para esta nueva versión, Gunn decidió no repetir la misma trama, sino que utiliza ciertos elementos centrales como el grupo de sobrevivientes que se refugia de los zombis en un centro comercial y cuenta a partir de ellos una nueva historia. Esta decisión también fue compartida por el director Zack Snyder, quien buscaba filmar la película desde una perspectiva diferente.
La película fue filmada en la ciudad de Toronto y en otros lugares de Ontario, como la bahía de Ashbridge. La ciudad de Milwaukee fue elegida como escenario para la historia debido a que el director Zack Snyder nació en Wisconsin, existiendo además ciertas similitudes entre ambas localidades. El proceso de filmación comenzó el 16 de junio de 2003 y finalizó el 6 de septiembre del mismo año.

## Cambios mayores en relación con la versión de 1978
- Los zombis pueden correr rápidamente y son mucho más agresivos e intimidantes. Este concepto es similar a los infectados de la película 28 Days Later. Su gran velocidad hace que los zombis sean más letales ya sea individualmente o en grupo, en contraste con la versión de 1978, en donde los muertos vivientes generalmente solo eran peligrosos cuando eran numerosos. El mismo Romero expresó su desaprobación sobre este cambio, ya que según él le quitaba la esencia de lo que significa el concepto del zombi, argumentando que ellos no podrían moverse rápidamente debido al rigor mortis; tanto fanáticos de la versión de 1978 como la del 2004 han precisado varios defectos sobre esta idea (principalmente que el rigor mortis es tan solo una condición temporal). Sin embargo, se ignora el hecho de que el rigor mortis es una acumulación de ácido láctico en los tejidos finos de los músculos, dando por resultado una rigidez corporal. Por ejemplo, si se abre y se cierra la mano rápidamente esta llegará a ser rígida después de un rato y llegará a ser algo doloroso. Esto se debe a que el flujo de la sangre no puede continuar con las necesidades de los músculos y por lo tanto, cualquier zombi tendría una increíble dificultad para moverse ya que los músculos todavía estarían funcionando sin el flujo de sangre.

- La infección y el proceso de revivir de los "muertos" fueron acelerados considerablemente. Algunos personajes se transforman en zombis a menos de un minuto de haber sido mordidos. Un ejemplo de esto es el dueño del almacén de armas, Andy. En El amanecer de los muertos y El día de los muertos, de George Romero, la infección era un proceso lento que podría llevar días. En La noche de los muertos vivientes, sin embargo, el proceso tomaba solamente algunas horas. En la versión original y la versión de 2004, el tiempo que se toma para la conversión no está fijo. Se dilata o se contrae con propósitos dramáticos. (En la versión en DVD se muestra un programa de noticias donde se demuestra que el tiempo de la infección depende de cuánta distancia está el mordisco de un vaso sanguíneo).

- La causa de la crisis de los muertos vivientes es un virus de la sangre, en lugar de una plaga misteriosa que afectó al mundo entero. En las películas de Romero, si una persona muere de cualquier manera una vez la crisis comenzada, eventualmente se levanta de entre los muertos. Por ejemplo, los muertos se levantan en el cementerio en la película La noche de los muertos vivientes. En la versión de 2004, sólo se convertiría en zombi una persona infectada con el virus a través de las mordidas; por esto, el personaje de Mekhi Phifer no se convierte cuando le disparan y la matan.

- Los animales no son atacados por los muertos vivientes en la nueva versión.

- En "la cinta perdida" (un extra incluido en el DVD) donde Andy está luchando contra los zombis en su tienda de armas, la fecha en la cámara de vídeo cambia. La cronología desde el principio de la cinta a la parte donde Andy se convierte en uno de los zombis es de 29 días. En el Amanecer de los muertos de 1978 se estableció que la crisis duró meses.

## Estreno
Dawn of the Dead fue estrenada el 19 de marzo de 2004 en Estados Unidos, el 31 de marzo en México y el 23 de abril en España. La película recaudó 59 millones de dólares en Estados Unidos, con un total de 102 millones de dólares a lo largo del mundo. En su primera semana, la cinta superó a La Pasión de Cristo en la taquilla estadounidense, la cual había estado durante tres semanas en la primera posición.

### Recepción
En general, la película obtuvo una respuesta favorable por parte del público y la crítica. La cinta posee un 77% de comentarios "frescos" en el sitio web Rotten Tomatoes y un promedio de 58/100 en Metacritic. George A. Romero, director de la película homónima de 1978, opinó de esta versión:

Fue mejor de lo que esperaba. Creo que es una buena película de acción. Los primeros 15, 20 minutos fueron increíbles, pero luego perdió su razón de ser. Se asemejaba más a un videojuego. No me aterrorizan las cosas que corren hacia mi; es como Space Invaders. No había un trasfondo.

El crítico de cine Roger Ebert consideró que "desde un punto de vista técnico, la nueva versión es más engañosa, mejor pulida y la actuación es superior. Pero le hace falta el humor mordaz de la versión de Romero; y, aunque ambas películas están ambientadas en un centro comercial, sólo Romero lo utiliza como ocasión para satirizar la naturaleza consumista de la sociedad". Dave Kehr de The New York Times también destacó esta diferencia entre ambas versiones, considerando que la nueva carece de suspenso y del trasfondo metafórico que caracterizó a la de 1978. Por otra parte, Manohla Dargis de Los Angeles Times sostuvo que esta versión "no toca temas nuevos, pero nos hace recordar cómo las buenas películas de terror proporcionan una cuota de placer y horror al mismo tiempo".